# Tổng tuyển cử Pakistan 1970
Tổng tuyển cử Pakistan 1970 (tiếng Bengal: পাকিস্তানের সাধারণ নির্বাচন, ১৯৭০, Pākistānēra sādhāraṇa nirbācana, 1970) là một cuộc tổng tuyển cử của Pakistan diễn ra vào ngày 7 tháng 12 năm 1970. Tại Đông Pakistan, đáng lẽ bầu cử diễn ra từ tháng 10, nhưng bị hoãn lại do tình hình lũ lụt nghiêm trọng. Đây là cuộc tổng tuyển cử đầu tiên diễn ra ở Pakistan từ khi quốc gia này giành độc lập vào năm 1947 và nó cũng là cuộc tổng tuyển cử có tỉ lệ đi bầu cao nhất tính đến năm 2013, khoảng 63%.
Tổng tuyển cử diễn ra khi chính quyền quân sự của tướng Yahya Khan mất dần quyền lực, và lúc này Khan đã quyết định thành lập Hội đồng Tuyển cử Pakistan với người đứng đầu là Chánh án Abdus Sattar, có nhiệm vụ động viên người dân Pakistan ít nhất 21 tuổi (tính đến ngày 1 tháng 10 năm 1969) tham gia bầu cử. Số người đăng ký tham gia bầu cử là 56.941.500 người, trong đó 31.211.220 đến từ Đông Pakistan (tức Bangladesh ngày nay) còn 25.730.280 đến từ Tây Pakistan. Hội đồng tuyển cử cũng tham gia hiệu chỉnh Hiến pháp căn cứ theo số ghế của Nghị viện Pakistan và các hội đồng lập pháp ở địa phương dưới sự hướng dẫn của Nội quy Khuôn khổ Lập pháp 1970. 199 viên chức đảm nhiệm việc giám sát và công bố kết quả bầu cử Hội nghị Quốc dân còn 285 người phụ trách chuyện bầu cử các hội đồng địa phương.
Kết quả bầu cử cho thấy Liên đoàn Nhân dân (আওয়ামী লীগ, Aoyami Liga) giành được đa số ghế trong quốc hội. Tuy nhiên, tổng thống Yahya Khan đã tìm cách trì hoãn việc chuyển giao quyền lực cho chính phủ của Liên đoàn Nhân dân, điều này đã dẫn đến cuộc khởi nghĩa của người dân địa phương và cuộc chiến tranh giành độc lập của Bangladesh năm 1971.

## Thành phần tham gia và diễn tiến
Tổng tuyển cử 1970 được cho là cuộc bầu cử trong sạch và công bằng nhất trong lịch sử Pakistan, với khoảng 24 đảng phái tham gia. Diễn biến của cuộc tổng tuyển cử này cho thấy 2 chính đảng lớn cạnh tranh với nhau, một là Liên đoàn Nhân dân (Aoyami Liga), một đảng dân tộc chủ nghĩa của người Bengal ở Đông Pakistan, và một là Đảng Nhân dân Pakistan, một đảng cánh tả theo chủ nghĩa xã hội có ảnh hưởng lớn và là một trong những nhân tố quyền lực quan trọng ở Tây Pakistan.
Những cuộc tập hợp quần chúng liên tiếp của Liên minh Awami tại Đông Pakistan và của Đảng Nhân dân Pakistan tại Tây Pakistan thu hút những đám đông khổng lồ. Liên minh Awami là một đảng dân tộc chủ nghĩa Bengal, huy động sự ủng hộ tại Đông Pakistan dựa trên nền tảng Chương trình Sáu điểm (SPP) của họ, đây là điểm thu hút chính trong bản tuyên ngôn của đảng. Tại Đông Pakistan, đa số rất lớn dân tộc Bengal ủng hộ Liên minh Awami dưới quyền Shaikh Mujibur Rahman. Đảng nhận được tỷ lệ rất cao về số phiếu ủng hộ tại Đông Pakistan và nổi lên thành đảng lớn nhất bào trùm toàn thể dân tộc nói chung, giành được ủy nhiệm độc quyền của Pakistan về cả số ghế và cử tri.
Đảng Nhân dân Pakistan thất bại khi không giành được ghế nào tại Đông Pakistan, còn Liên minh Awami thất bại khi không giành được ghế nào tại Tây Pakistan. Thất bại này của Liên minh Awami được phe cánh tả và dân chủ xã hội dưới sự lãnh đạo của Zulfikar Bhutto sử dụng, Bhutto lập luận rằng "không ủy nhiệm hoặc ủng hộ từ Tây West Pakistan".
Sau đó, các nhà lãnh đạo của Pakistan, toàn bộ đều từ Tây Pakistan và các lãnh đạo của Đảng Nhân dân, tích cự chống đối ý định về một chính phủ do Đông Pakistan lãnh đạo. Nhiều người tại Pakistan nhìn nhận rằng chính phủ do Liên minh Awami điều khiển sẽ giám sát việc thông qua một hiến pháp mới với đa số giản đơn. Thái độ và cảm xúc tương tự cũng được nhận thấy tại Đông Pakistan, nơi mọi người có cảm giác và tiến tới kết luận rằng Tây Pakistan được hưởng lợi từ các cơ hội kinh tế, đầu tư, và phát triển xã hội sẽ hạ bệ bất kỳ người Đông Pakistan nào giành được các cơ hội đó. Một số người Bengal đứng về phía Đảng Nhân dân Pakistan và lên tiếng không ủng hộ Liên minh Awami, hỗ trợ ngầm hoặc công khai Bhutto và những người dân chủ xã hội, như Jalaludin Abdur Rahim, một người Bengal có ảnh hưởng tại Pakistan và là cố vấn của Bhutto
Tuy nhiên, tình thế chính trị tại Tây Pakistan hoàn toàn khác biệt với Đông Pakistan. Tại Tây Pakistan, dân cư bị phân chia giữa các lực lượng tư tưởng khác biệt. Các đảng cánh hữu dưới sự lãnh đạo của Abul Maududi phát động các khẩu hiệu tôn giáo và ban đầu vận động tranh cử dựa trên nền tảng Hồi giáo, còn hứa hẹn về thi hành luật Sharia trong nước. Trong khi đó, đảng sáng lập Pakistan và có tư tưởng bảo thủ dân tộc là Liên minh Hồi giáo Pakistan, dưới sự lãnh đạo của nhà hoạt động Bengal Nurul Amin, vận động tranh cử dựa trên nền tảng dân tộc chủ nghĩa, hứa hẹn sẽ bắt đầu các cải cách Jinnah giống như hình dung ban đầu của Jinnah và những người khác trong thập niên 1940.
Ban lãnh đạo và bản thân Zulfikar Ali Bhutto tích cực cao độ và có ảnh hưởng tại Tây Pakistan trong giai đoạn này, Các ý tưởng xã hội chủ nghĩa của Bhutto cùng khẩu hiệu nổi tiếng "Roti Kapra Aur Makaan" ("thực phẩm, quần áo và nơi ở") thu hút các cộng đồng nghèo, sinh viên, và tầng lớp lao động. Quần chúng xã hội dân chủ, cánh tả, và Marxist tập hợp và thống nhất dưới sự lãnh đạo của Bhutto. Bhutto và những người xã hội-cánh tả kêu gọi nhân dân Tây Pakistan tham dự và bỏ phiếu cho Đảng Nhân dân vì tương lai tốt hơn cho trẻ nhỏ và gia đình của họ. Lần đầu tiên trong lịch sử Pakistan, những người cánh tả và dân chủ xã hội thống nhất dưới quyền lãnh đạo của Zulfikar Ali Bhutto, tham gia tuyển cử với vị thế là một lực lượng mạnh. So với lực lượng cánh hữu và bảo thủ tại Tây Pakistan, Bhutto và các đồng minh của ông giành được hầu hết số phiếu đại chúng, trở thành bên ưu việt trong chính trị Tây Pakistan.

## Kết quả

### Bầu cử Quốc hội
| Đảng                          | Phiếu bầu  | %    | Số ghế |
| ----------------------------- | ---------- | ---- | ------ |
| Liên đoàn Nhân dân            | 12.937.162 | 39,2 | 160    |
| Đảng Nhân dân Pakistan        | 6.148.923  | 18,6 | 81     |
| Jamaat-e-Islami               | 1,989,461  | 6.0  | 4      |
| Liên đoàn Hồi giáo Hội đồng   | 1.965.689  | 6,0  | 2      |
| Liên đoàn Hồi giáo (Qayyum)   | 1.473.749  | 4,5  | 9      |
| Jamiat Ulema-e-Islam          | 1.315.071  | 4,0  | 7      |
| Markazi Jamiat-Ulema-Pakistan | 1.299.858  | 3,9  | 7      |
| Liên đoàn Hồi giáo Hội nghị   | 1.102.815  | 3,3  | 7      |
| Đảng Nhân dân Quốc gia (Wali) | 801.355    | 2,4  | 6      |
| Đảng Dân chủ Pakistan         | 737.958    | 2,2  | 1      |
| Các đảng khác                 | 387.919    | 1,2  | 0      |
| Ứng cử viên độc lập           | 2.322.341  | 7,0  | 16     |
| Tổng cộng                     | 33.004.065 | 100  | 300    |
| Nohlen et al.                 |            |      |        |

Số ghế ở các địa phương của mỗi đảng
| Đảng                          | Punjab     | Sind       | Tỉnh biên giới Tây Bắc | Balochistan | Tây Pakistan (Tổng cộng) | Đông Pakistan |
| ----------------------------- | ---------- | ---------- | ---------------------- | ----------- | ------------------------ | ------------- |
| Liên đoàn Nhân dân            | 0 (0,07%)  | 0 (0,07%)  | 0 (0,2%)               | 0 (1,0%)    | 0                        | 160 (74,9%)   |
| Đảng Nhân dân Pakistan        | 62 (41,6%) | 18 (44,9%) | 1 (14,2%)              | 0 (2,3%)    | 81                       | 0             |
| Liên đoàn Hồi giáo (Qayyum)   | 1 (5,4%)   | 1 (10,7%)  | 7 (22,6%)              | 0 (10,9%)   | 9                        | 0 (1,0%)      |
| Liên đoài Hồi giáo Hội nghị   | 7 (5,1%)   | 0 (1,7%)   | 0                      | 0           | 7                        | 0 (2,8%)      |
| Jamiat Ulema-e-Islam          | 0          | 0          | 6(25,4%)               | 1(20,0%)    | 7                        | 0             |
| Markazi Jamiat-Ulema-Pakistan | 4 (9,8%)   | 3 (7,4%)   | 0                      | 0           | 7                        | 0             |
| Đảng Nhân dân Quốc gia (Wali) | 0          | 0 (0,3%)   | 3 (18,4%)              | 3 (45,1%)   | 6                        | 0 (1,8%)      |
| Jamaat-e-Islami               | 1 (4,7%)   | 2 (10,3%)  | 1 (7,2%)               | 0 (1,1%)    | 4                        | 0 (6,0%)      |
| Liên đoàn Hồi giáo Hội đồng   | 2 (12,6%)  | 0 (6,8%)   | 0 (4,0%)               | 0 (10,9%)   | 2                        | 0 (1,6%)      |
| Đảng Dân chủ Pakistan         | 0 (2,2%)   | 0 (0,04%)  | 0 (0,3%)               | 0 (0,3%)    | 0                        | 1 (2,2%)      |
| Ứng viên độc lập              | 5 (11,8%)  | 3 (10,7%)  | 7 (6,0%)               | 0 (6,8%)    | 15                       | 1 (3,4%)      |
| Tổng cộng                     | 82         | 27         | 25                     | 4           | 138                      | 162           |

(trong ngoặc là tỉ lệ số phiếu bầu)

### Bầu cử Hội đồng địa phương
| Đảng                          | Punjab | Sind | Tỉnh biên giới Tây Bắc | Balochistan | Tây Pakistan | Đông Pakistan | Tổng cộng |
| ----------------------------- | ------ | ---- | ---------------------- | ----------- | ------------ | ------------- | --------- |
| Liên đoàn Nhân dân            | 0      | 0    | 0                      | 0           | 0            | 288           | 288       |
| Đảng Nhân dân Pakistan        | 113    | 28   | 3                      | 0           | 144          | 0             | 144       |
| Liên đoàn Hồi giáo (Qayyum)   | 6      | 5    | 10                     | 3           | 24           | 0             | 24        |
| Liên đoàn Hồi giáo Hội nghị   | 15     | 4    | 1                      | 0           | 21           | 1             | 22        |
| Jamiat Ulema-e-Islam          | 2      | 0    | 4                      | 2           | 8            | 0             | 8         |
| Markazi Jamiat-Ulema-Pakistan | 4      | 7    | 0                      | 0           | 11           | 0             | 11        |
| Đảng Nhân dân Quốc gia        | 0      | 0    | 13                     | 8           | 21           | 1             | 22        |
| Jamaat-e-Islami               | 1      | 1    | 1                      | 0           | 3            | 1             | 4         |
| Liên đoàn Hồi giáo Hội đồng   | 6      | 0    | 2                      | 0           | 8            | 0             | 8         |
| Đảng Dân chủ Pakistan         | 4      | 0    | 0                      | 0           | 4            | 2             | 6         |
| Các đảng khác                 | 1      | 1    | 0                      | 2           | 4            | 1             | 5         |
| Ứng cử viên độc lập           | 28     | 14   | 6                      | 5           | 53           | 7             | 60        |
| Tổng số ghế                   | 180    | 60   | 40                     | 20          | 300          | 300           | 600       |

 Nguồn: G.W.Choudhury (1974), The last days of United Pakistan, trang 128-129